# Агрикултурализам
Агрикултурализам, такође познат као Аграризам или Школа аграризма  је била рана аграрна кинеска филозофија која је заступала сељачки утопијски комунализам и егалитаризам.
Пољопривредници су веровали да кинеско друштво треба да буде моделирано по узору на друштво раног краља мудраца Шенонга, народног хероја који је у кинеској литератури приказан као „онај који ради у пољу, заједно са свима осталима, и консултује се са свима када треба донети било какву одлуку“ Подстицали су пољопривреду и поучавали ратарству и техникама узгоја, јер су веровали да је развој пољопривреде кључ стабилног и просперитетног друштва.
Аграризам је био потиснут током династије Ћин и већина оригиналних текстова је сада изгубљена. Међутим, концепти првобитно повезани са аграризмом утицали су на конфучијанизам и легализам, као и на кинеску филозофију у целини. Агрикултурализам се повремено посматрао као суштина кинеског идентитета.

## Историја
За пољопривреднике, управљање и фокусирање на пољопривреду од стране легендарног владара Шенонга служили су као модел идеалне владе.
Аграризам датира из Периода пролећа и јесени и периода Зараћених држава, током периода познатог као „Сто школа мисли“ које је посебно било развије у периоду од 770.  до 221. п. н. е. Током овог периода, конкурентске државе, које желеле да прекину међусобне ратове и уједине Кину као јединствену земљу, окупиле су филозофе, научнике и учитеље са циљем да осмисле учење које би задовољило те потребе.
Такмичење научника за пажњу владара довело је до развоја различитих школа мишљења, а нагласак на записивању учења у књиге подстакао је њихово ширење. Резултат је била ера коју су карактерисали значајни интелектуални и културни развоји. Главне филозофије Кине, конфучијанизам, мохизам, легализам и таоизам, све потичу из овог периода.
Кинеска традиција приписује порекло пољопривреде кинеском министру Хоу Јиу, личности познатој по својим иновацијама у пољопривреди. Пољопривредници су такође истицали улогу Шенонга, божанског земљорадника, полумитског владара ране Кине којег су Кинези сматрали изумитељем пољопривреде. Шенонг је био виђен као прото-пољопривредника, чије су управљање и фокус на пољопривреди служили као модел идеалне аграристичке владе.
Ксу Ксинг, филозоф који је бранио аграризам, настанио се са групом следбеника у држави Тенг око 315. године п. н. е. Његов ученик је посетио конфучијанског филозофа Менчија, и сачуван је кратак извештај о њиховом разговору у којем се расправљало о филозофији Сју Ксинга.
Успон династије Ћин 221. п. н. е. довео је до „спаљивања књига и сахрањивања научника“, односно чишћења Стотину школа мисли. Ово је укључивало аграризам. Легалистичка династија Кин је била нетолерантна према другим школама мишљења, тражећи да спали сваки текст који није био у складу са легалистичком филозофијом. Због тога постоји мало аграристичких текстова, а већина онога што се зна о аграризму потиче из критичке процене других филозофских школа.
Библиографија Књиге о Хану (2. век нове ере) представља агрикултурализам као једну од 10 филозофских школа и наводи 9 књига које припадају тој школи.

## Филозофија
Аграризам је првенствено друштвена, економска и политичка филозофија. Филозофија је заснована на идеји да људско друштво настаје развојем пољопривреде, а друштва заснована на „природној склоности људи да се баве пољопривредом“. Аграристи су описали древни политички систем, који се сматра идеалним, као онај у коме је „пољопривреда“ начин на који су рани краљеви мудраца водили своје људе било је да пољопривреду ставе испред свих других послова...разлог зашто се Хоу Ји бавио пољопривредом је сматрао је да је то корен поучавања људи.“
За пољопривреднике, идеално друштво, по узору на Шенонгово, је заједничко, аграрно и егалитарно. Земљорадник је веровао да идеалну владу води доброћудни краљ, онај који ради заједно са људима у обрађивању поља. Аграрног краља не плаћа влада преко својих ризница; његова средства за живот се заснивају на профиту који зарађује радећи у пољу и кувајући сопствену храну, а не од његовог вођства.*
За разлику од конфучијанаца, пољопривредници нису веровали у поделу рада, тврдећи уместо тога да економска политика једне земље треба да буде заснована на егалитарној самодовољности. Пољопривредници су подржали фиксирање цена, при чему се сва слична добра, без обзира на разлике у квалитету и потражњи, постављају по потпуно истој, непроменљивој цени. Предлагали су да људима треба платити исти износ за исте услуге, што је политика коју су конфучијанци критиковали као подстицање производа ниског квалитета, који „уништавају озбиљне стандарде занатства“.

## Критика и утицај
Агрикултурализам је био опсежно критикован од стране ривалских филозофских школа, укључујући Мохист Мо Зи, Конфучијански Менциус и Јанг Жу. Менциус је критиковао главног заговорника Ксу Ксинга због залагања да владари треба да раде на пољима са својим поданицима, тврдећи да је аграристички егалитаризам игнорисао поделу рада која је кључна за друштво. Он истиче да други рани кинески владари нису радили на пољима, али су били подједнако успешни и поштовани као Шенонг. Менциус одбацује Ксу Ксинга као „јужњачког варвара са језиком који цвркуће“.
Због свог легалистичког фокуса, династија Кин је била темељна у чишћењу супарничких филозофских школа, укључујући аграризам. Међутим, аграризам је у свом врхунцу снажно утицао на аграрну политику конфучијанизма, легализма и других савремених кинеских филозофских школа, па су касније многи концепти који су првобитно били повезани са аграристима наставили да постоје у кинеској филозофији.
Преношење и превођење кинеских филозофских текстова у Европи током 18. века имало је велики утицај на развој аграризма у Европи. Речено је да је француска аграристичка филозофија, претходница модерном аграризму, Франсоа Кенеа и физиократа, настала по узору на аграрну политику кинеске филозофије.